# Catedral de Santa Rosa (Santa Rosa de Copán)
La Catedral de Santa Rosa de Copán es un templo católico, en la cual el obispo de la Diócesis de Santa Rosa de Copán, tiene su cátedra (sede), ubicada en la ciudad de Santa Rosa de Copán, en la república de Honduras. Este templo tiene la advocación a Santa Rosa de Lima
Mismo templo es una parroquia llamada Parroquia Santa Rosa de Lima, en la cual celebra eucaristía tanto su párroco de turno y el obispo titular de la Diócesis

## Historia

### Antecedente parroquial
En 1798 se creó la primera parroquia dedicada a la veneración de la virgen de Nuestra Señora del Rosario, separándose este nuevo pueblo de Los Llanos de la localidad de Quezailica la que tiene su parroquia dedicada al Señor del Buen Fin o Cristo Negro. 

### Municipio y poblado de Los Llanos de Santa Rosa
En 1802 el sitio de "Los Llanos" con un crecimiento considerable de más de 500 habitantes solicitan que se le considere como municipio; por tal razón, los pobladores se deciden tener a Santa Rosa de Lima como patrona y es así, como se rebautiza el poblado como “Los Llanos” de Santa Rosa. Al año siguiente de 1803 se concluyé con la construcción de la catedral la cual fue edificada con arquitectura del tipo barroco clásico y en diseño de planta de cruz latina e instalando el altar dedicado a la devoción de la virgen de Santa Rosa, el diseño y edificación de la iglesia estuvo a cargo de los sacerdotes Miguel Antonio Pineda y Pedro Antonio Pineda, la bendición del templo se realizó el 29 de agosto de 1803 por el cura de la ciudad de Gracias, el presbítero José María Jalón. Para el año de 1829 el español Francisco de Paula Campoy y Pérez es nombrado como cura párroco de la parroquia de Santa Rosa. En 1862 fue colocado el reloj en la fachada de la catedral, este reloj iba con destino al Municipio de Florida, pero la feligresía en Santa Rosa mostró más entusiasmo y devoción para ganarse la colocación en su iglesia de la maquinaría, por lo que fue colocado en esta.

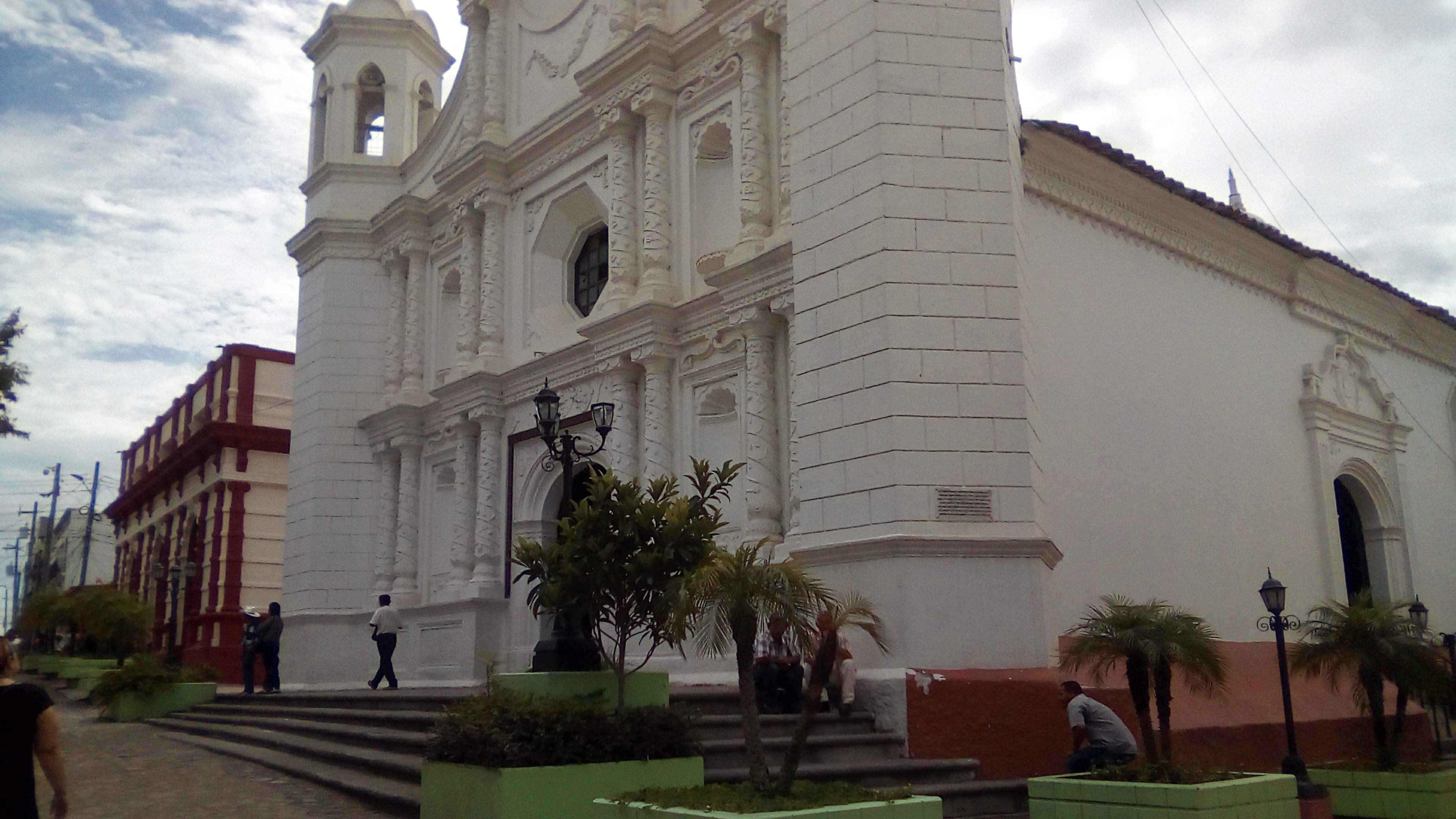
Vista de perfil de la Iglesia catedral y al fondo el edificio antiguo Teatro Hispano.

### Daños materiales y reparaciones
La edificación sufrió algunos daños graves a consecuencia de un fuerte terremoto sucedido el 21 de noviembre de 1877. En 1880 se encomienda al arquitecto Francisco Martínez que repare la catedral, reconstruyéndola parcialmente y manteniendo siempre el tipo barroco. El 26 de diciembre de 1915 otro fuerte terremoto causa daños en la catedral, los que son reparados inmediatamente al año siguiente 1916 coincidiendo con la fundación de la Diócesis de Santa Rosa de Copán. Este templo fue testigo del sitio que recibió la ciudad en las guerras civiles de 1919, de 1924 y de 1931 por parte de las tropas revolucionarias y las del gobierno. Más tarde, la catedral soportó otro fuerte seísmo en 1934, el que causó pequeños daños, los cuales fueron reparados enseguida. El obispo Ángel María Navarro en 1948 consigue reacondicionar la catedral, quitando el altar mayor de debajo de la cúpula y dejando más espaciosa la nave central. Cuando sucedió la Guerra del Fútbol de 1969 la catedral se vio inundada por los habitantes que rezaban rogando la paz y el final a las hostilidades ya que Santa Rosa recibió bombardeo en aquel entonces en el aeródromo local. Para el año 1973 es arreglado el atrio principal y laterales del edificio y al momento de realizarse las excavaciones se encuentran con restos humanos, por lo que se considera que el terreno donde fue edificado el templo, fue el primer campo santo de la localidad entre los años 1803 a 1824, previo a ser trasladados al barrio Santa Teresa. Para el año 2000 y por iniciativa de la Alcaldía Municipal, la Comisión Municipal para la Preservación del Casco Histórico de Santa Rosa de Copán y la cooperación cultural española en Honduras se arreglan adoquinando los corredores peatonales laterales de la catedral, se colocan nuevas farolas y se pinta el templo en color blanco.

## Descripción del templo

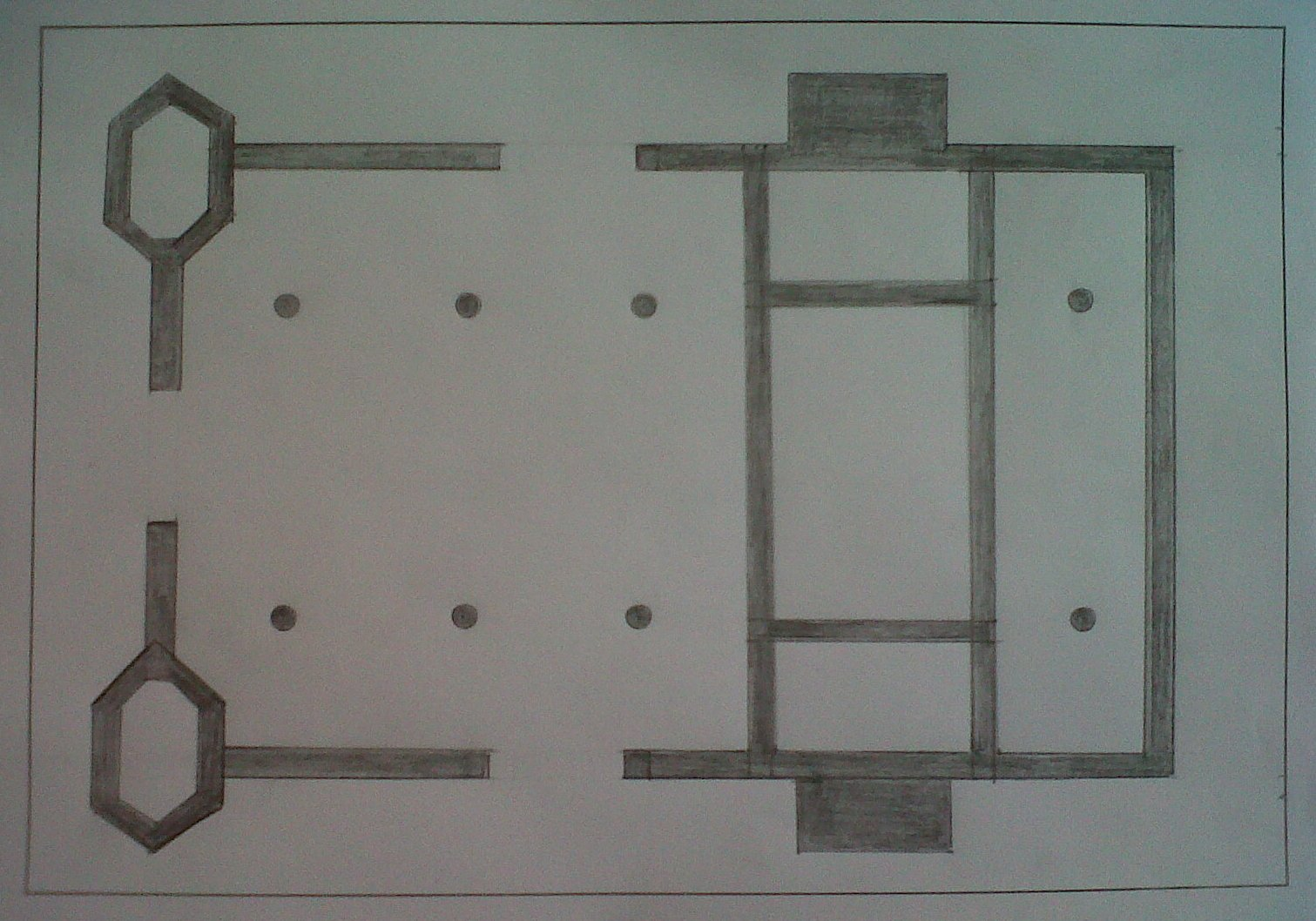
Diseño de la Catedral de Santa Rosa de Copán.

Está diseñado en cruz latina, con una sola nave central, dividida en tres secciones, dentro de las cuales están los cruceros que sostienen la base de la cúpula elevada en medio de la mampostería, las paredes son de adobe grueso y revestimiento de escayola, pintado en color blanco; el techo de teja está sostenido por columnas de madero en su interior que afirman los travesaños y vigas. Tiene dos columnas torres campanarios, a las cuales se llega por medio de escaleras en caracol. El reloj está en el centro de la fachada y sostenido sobre un tercer nivel elaborado previo, para la colocación de la maquinaria y una estructura de madera para acceder a ella, los técnicos relojeros. El suelo original de ladrillos de arcilla fue eliminado para colocar los ladrillos mosaicos actuales.   

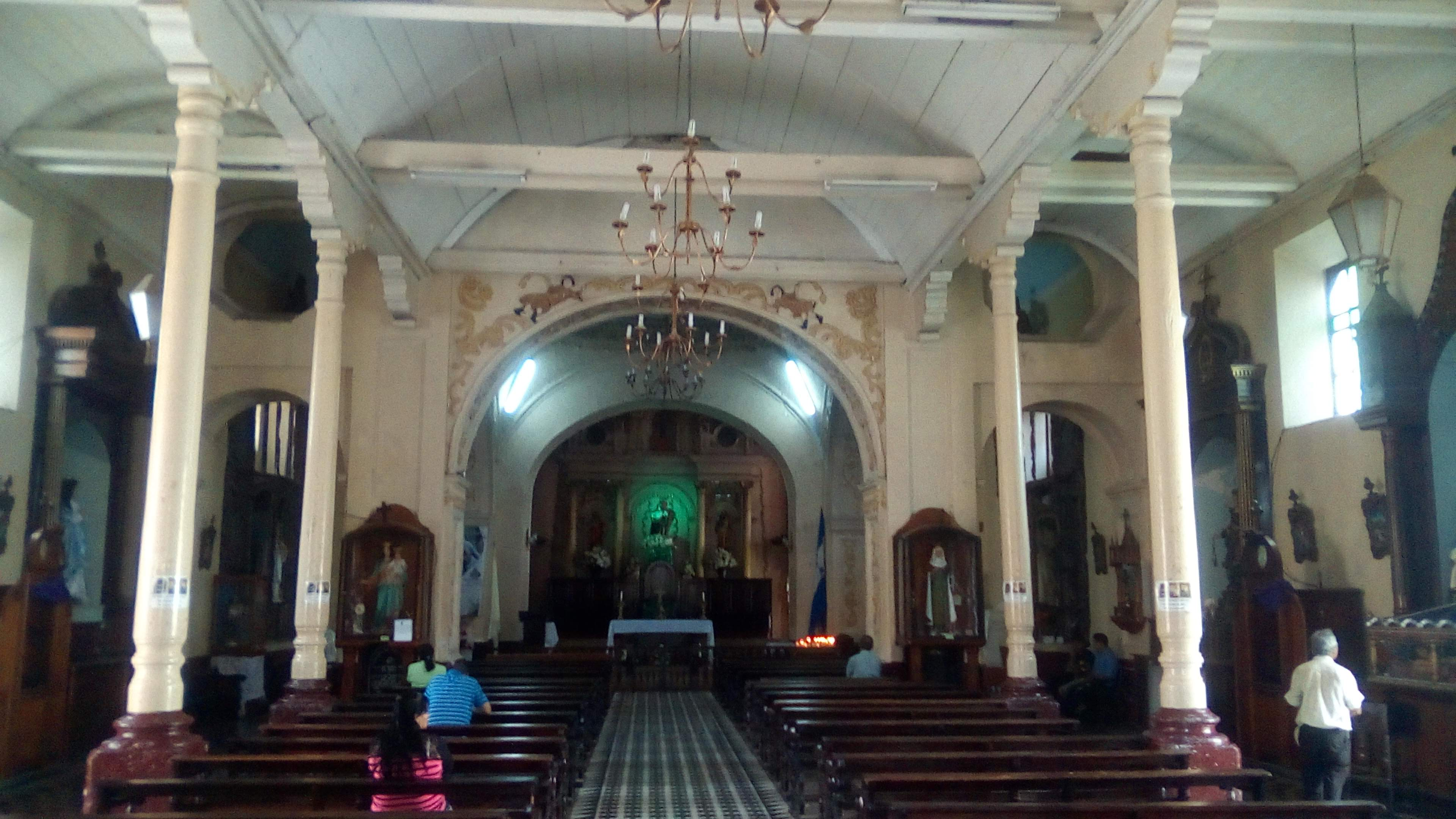
Interior de la Catedral.

La cúpula se eleva a una altura de 25 metros, aproximadamente, y está custodiada por cuatro esculturas de ángeles en altorrelieve y en la parte más alta se encuentra pintada una paloma representando al Espíritu Santo. En cada lateral de la nave hay tres retablos elaborados en madera con imágenes en su respectivos camarín. El altar mayor se encuentra en la cabecera, clavado a la pared, pintado en color dorado y con la imagen de la virgen patrona en el centro, custodiada por otras imágenes, la bandera pontificia y la Bandera de Honduras.   
La fachada presenta 20 columnas romanas con enredaderas subiéndolas, dos ramas de laurel entrecruzadas y la leyenda de fundación de la Iglesia catedral. El reloj siempre ha sido exacto porque la maquinaria funciona perfectamente debido a los cuidados; un octógono está situado en la posición donde debe ir el rosetón. Las puertas de las tres entradas, tanto principal como de los laterales, están elaboradas en madera y pintadas en color ocre. El coro se encuentra en un segundo nivel a la derecha del altar.

## Misiones

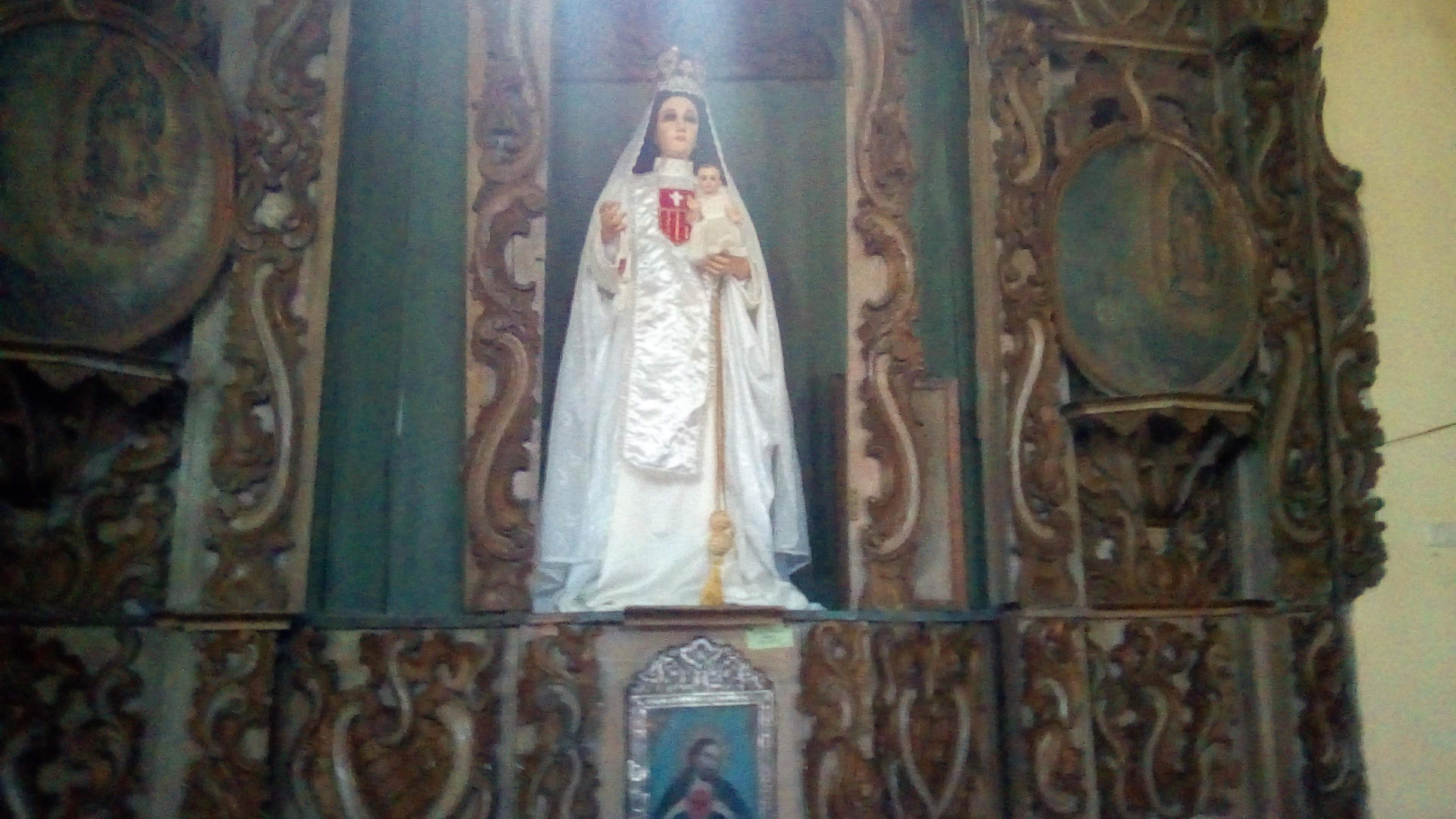
Retablo de la Catedral de Santa Rosa.

En 1984 la sor madre Teresa de Calcuta visita a la catedral y funda el "Hogar de San José" de la Orden Hermanas Misioneras de la Caridad.
En 2018 El vicario sacerdote Juan Ángel Gutiérrez y el padre Jobel Carranza, despidieron a la representación juvenil cristiana católica de la diócesis que viajó a la Jornada Mundial de la Juventud JMJ de Panamá en 2019.

## Homenajes
En esta Catedral se encuentran inmortalizados los recuerdos de:
- Obispo Monseñor Francisco de Paula Campoy y Pérez.
- Obispo Monseñor José Carranza Chévez.
- Placa conmemorativa al Doctor y Coronel don José Silverio “Pepín” García Díaz.
- Recuerdo de la visita de la Patrona de Honduras Virgen de Suyapa

## Jurisdicción jerárquica católica
La catedral pertenece a la Parroquia de Santa Rosa de Lima, teniendo como sede una Casa Cural o Parroquial, cuyo cura es el sacerdote Juan Miguel Castillo y vicario sacerdote Juan Ángel Gutiérrez; bajo jurisdicción de la Diócesis de Santa Rosa de Copán, cuyo jerarca es el Obispo (Sede Vacante) quien antes era Darwin Rudy Andino Ramírez